# Doña Isabel de Porcel
Doña Isabel de Porcel är en oljemålning av den spanske konstnären Francisco de Goya från omkring 1805. Den ingår i National Gallerys samlingar i London sedan 1896.
Målningen är ett porträtt av Isabel Lobo y Mendieta de Porcel som 1802 gifte sig med en förnäm herre i Granada, Don Antonio Porcel, en protegé till Spaniens premiärminister Manuel Godoy. Paret hörde till Goyas närmaste vänner och han porträtterade även maken 1806 som tack för den gästfrihet de visat honom. De båda porträtten följde varandra till 1887 då de fick olika ägare; mansporträttet hamnade sedermera på The Jockey Club i Buenos Aires där den förstördes i en eldsvåda 1953.